# Qin Jiushao
Qui Jiushao (Chinês: 秦九韶, Wade-Giles: Ch’in Chiu-Shao; c.1202–1261) foi um matemático chinês do século XIII. Em seus trabalhos inclui uma versão do Teorema chinês do resto, que usava algoritmos para solucionar problemas. Ele também introduziu o uso do símbolo do zero na matemática chinesa.